# Murades d'Alcúdia
Les murades d'Alcúdia és com es coneix el recinte emmurallat de la vila d'Alcúdia, a l'illa de Mallorca, situada entre les badies de Pollença i d'Alcúdia.

## Història
Durant la dominació musulmana (902-1229), Alcúdia, fou una alqueria. El seu nom, que significa 'el pujol', i alguns topònims com Gatamoix o Alcanada, són fidels testimonis de la dominació musulmana. Més tard, a partir de l'alqueria musulmana d'Al Kudi, el rei Jaume II de Mallorca va determinar la construcció de la vila d'Alcúdia i la va declarar cap del terme parroquial l'any 1298. Per aquest motiu va comprar una casa, un tros de terra i un solar per edificar l'església, la rectoria i el cementiri. A partir de l'any 1298, es va iniciar la construcció del primer recinte de muralles, que s'acabà l'any 1362. Les muralles serviren per a la protecció no sols de la vila, sinó també del nord de l'illa.

## Murada
La ciutat té un traçat urbanístic medieval, condicionat pels dos recintes de muralles que l'envolten. Els carrers són estrets i irregulars, alguns edificis conserven elements característics de l'època d'esplendor de la ciutat i són de gran valor arquitectònic.
La murada medieval és una de les construccions més simbòliques de la ciutat d'Alcúdia. El rei Jaume II va encomanar construir-la a finals del segle xiii i va ser finalitzada a mitjans del segle xiv. La seva estructura és de planta irregular i estava reforçada amb 26 torres situades al llarg del perímetre. En l'actualitat, se'n conserven algunes restes, entre els quals destaquen dues de les portes, la porta des Moll, o de Xara, i la porta de Sant Sebastià, també coneguda com a porta de Mallorca. Foren declarades Conjunt Històric Artístic l'any 1974.

### Portes de la murada
Originàriament, la murada d'Alcúdia tenia tres portes d'accés, la porta des Moll, la porta de Sant Sebastià, que encara es conserven, i la porta de la Vila Roja, en procés de restauració.